# Music from and Inspired by the Motion Picture Soundtrack: I Am Sam
I Am Sam è la colonna sonora del film Mi chiamo Sam (titolo in inglese: I Am Sam). La particolarità dell'album è di essere composto esclusivamente da cover dei Beatles. Inizialmente si volevano includere le versioni originali ma dato che Sean Penn (attore protagonista del film) non è riuscito ad ottenere i diritti per l'uso dei brani originali, ha ingaggiato dei nuovi artisti per incidere queste cover.

## Tracce
- Tutte le canzoni sono state scritte da Lennon-McCartney tranne quelle segnate.

1. "Two of Us", eseguita da Aimee Mann e Michael Penn – 3:30
2. "Blackbird", eseguita da Sarah McLachlan – 2:21
3. "Across the Universe", eseguita da Rufus Wainwright – 4:08
4. "I'm Looking Through You", eseguita da The Wallflowers – 2:39
5. "You've Got to Hide Your Love Away", eseguita da Eddie Vedder – 2:09
6. "Strawberry Fields Forever", eseguita da Ben Harper – 4:26
7. "Mother Nature's Son", eseguita da Sheryl Crow – 2:42
8. "Golden Slumbers", eseguita da Ben Folds – 1:41
9. "I'm Only Sleeping", eseguita da The Vines – 3:05
10. "Don't Let Me Down", eseguita da Stereophonics – 4:08
11. "Lucy in the Sky with Diamonds", eseguita da The Black Crowes – 3:50
12. "Julia", eseguita da Chocolate Genius – 4:34
13. "We Can Work It Out", eseguita da Heather Nova – 2:15
14. "Help!", eseguita da Howie Day – 3:33
15. "Nowhere Man", eseguita da Paul Westerberg – 3:29
16. "Revolution", eseguita da Grandaddy – 3:02
17. "Let It Be", eseguita da Nick Cave – 3:30
18. "Lucy in the Sky with Diamonds", eseguita da Aimee Mann – 3:41 (solo nell'edizione europea)
19. "Two of Us", eseguita da Neil Finn e Liam Finn – 3:16 (solo nell'edizione europea)
20. "Here Comes the Sun" (George Harrison), eseguita da Nick Cave – 3:00 (solo nell'edizione europea)

## Curiosità
Rufus Wainwright aveva già reinterpretato Across the Universe dal vivo con Moby e Sean Lennon in un concerto tributo per John Lennon.